# 彰加镇
彰加镇，是中华人民共和国四川省眉山市仁寿县下辖的一个乡镇级行政单位。2019年12月，撤销促进乡，将其所属行政区域划归彰加镇管辖。

## 行政区划
彰加镇下辖以下地区：
磨子社区、礼周村、朝凤村、楼影村、潘家村、黄岭村、清河村、明月村、农权村、雄家村、金峰村、银钱村、铧炉村、张庙村和德意村。